# Ron Johnson
Ronald (Ron) Harold Johnson, född 8 april 1955 i Mankato, Minnesota, är en amerikansk företagare och politiker som sitter i USA:s senat för delstaten Wisconsin. Han tillhör det Republikanska partiet och har band till den konservativa Tea Party-rörelsen. Han tillträdde senatsplatsen den 3 januari 2011.
Sedan 2021 är Johnson den enda delstatsvalda republikanen i Wisconsin.

## Tidigt liv och utbildning
Ron Johnson studerade vid University of Minnesota, där han avlade en bachelorexamen. Han träffade där sin blivande fru Jane Curler, som är dotter till en företagare vid namn Howard Curler.

## Karriär
Efter att ha börjat sin yrkesbana som bokhållare vid Jostens, ett företag som producerar årsböcker och klassringar, arbetade han sig upp till att bli delägare i en firma med en av sina svågrar efter att först ha flyttat till Wisconsin 1979. Han köpte senare resterande hälften av firman av sin svåger.

## Senatsvalen i Wisconsin 2010, 2016 och 2022
Johbson ställde 2010 upp som republikansk kandidat till posten som medlem av USA:s senat för Wisconsin. I det republikanska primärvalet vann han en överväldigande seger över två motkandidaterr. I det allmänna valet detta år besegrade han den sittande demokratiske senatorn Russ Feingold. Han omvaldes 2016, även denna gång med Feingold som demokratisk motkandidat. I valet 2022 besegrade han Mandela Barnes.